# Kemoto
Kemoto ist eine Ortschaft im westafrikanischen Staat Gambia.
Nach einer Berechnung für das Jahr 2013 leben dort etwa 461 Einwohner, das Ergebnis der letzten veröffentlichten Volkszählung von 1993 betrug 411.

## Geographie
Kemoto, in der Lower River Region, Distrikt Kiang West, liegt unmittelbar am Gambia-Fluss, am Mootah Point.

## Wirtschaft
Größter Arbeitgeber des Orts ist ein hier ansässiges Hotel.